# Christoffel van Baden-Durlach

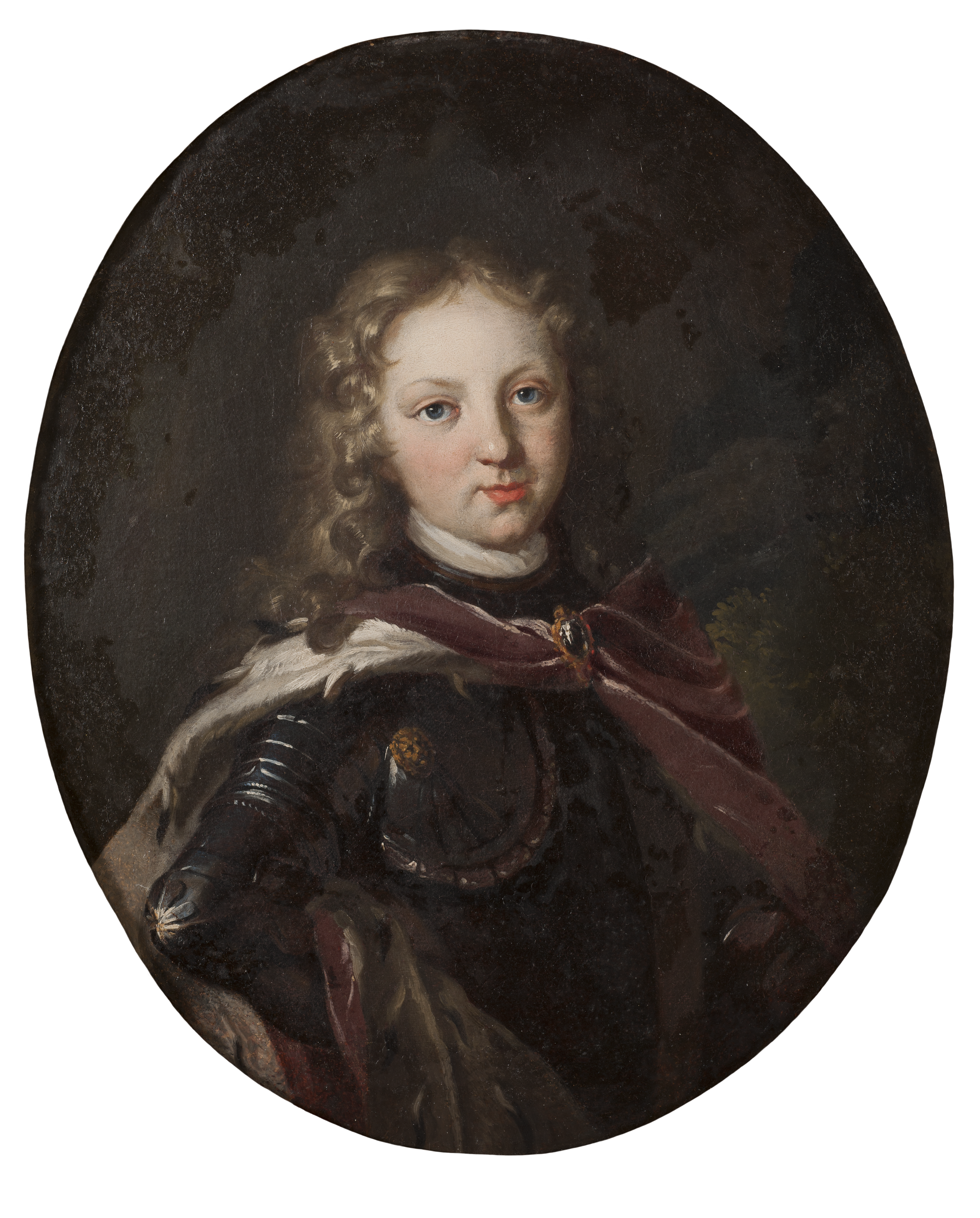
Christoffel van Baden-Durlach

Christoffel van Baden-Durlach (Durlach, 9 oktober 1684 - Karlsruhe, 2 mei 1723) was prins en titulair markgraaf van Baden-Durlach. Hij behoorde tot het huis Baden.

## Levensloop
Christoffel was de derde zoon van markgraaf Frederik VII van Baden-Durlach en  Augusta Maria van Sleeswijk-Holstein-Gottorp , dochter van hertog Frederik III. Hij was de broer van Karel III Willem, die vanaf 1709 markgraaf van Baden-Durlach was. 
Op 4 december 1711 huwde hij met Maria Christina Felicitas (1692-1734), dochter van graaf Johan Karel August van Leiningen-Dagsburg. Uit het huwelijk werden drie zonen geboren:
- Karel August (1712-1786), regent van Baden-Durlach
- Karel Willem Eugenius (1713-1783), keizerlijk generaal-veldtochtmeester
- Christoffel (1717-1789), keizerlijk generaal-veldmaarschalk

In 1723 stierf Christoffel op 38-jarige leeftijd. Zijn weduwe hertrouwde in 1727 met hertog Johan Willem van Saksen-Eisenach. Omdat twee van zijn zonen een morganatisch huwelijk aangingen en de derde zoon vrijgezel bleef, kon zijn familietak niet bijdragen in het behoud van het huis Baden-Durlach toen er conflicten uitbraken over de wettigheid van de nakomelingen van markgraaf Karel Frederik van Baden uit diens morganatische huwelijk met Luise Karoline Geyer von Geyersburg